# Gendarmerie (Belgien)
Die Gendarmerie bzw. Rijkswacht Belgiens war als nationale Gendarmerie mit weitreichenden Aufgaben betraut. Bis 1992 war sie eine Teilstreitkraft neben Heer, Marine und Luftwaffe, unterstand aber der Rechtsaufsicht des Ministers des Inneren. Danach war sie bis 2001 eine nationale zivile Polizeibehörde. Sie wurde zusammen mit den anderen in Belgien bestehenden Polizeikräften aufgelöst und durch die Föderale Polizei und die lokale Polizei ersetzt.

## Aufgaben
Die Gendarmerie unterstand dem Verteidigungsministerium und hatte Kombattantenstatus, erfüllte aber vor allem zivile Aufgaben wie Polizeidienst auf dem Land, die Überwachung der Staatsgrenze und der großen Flughäfen. Die Rechtsaufsicht über die Gendarmerie hatte daher das Innenministerium.
Auch gehörte die Absicherung bei Staatsbesuchen und anderen zeremoniellen Ereignissen sowie der Personenschutz für Mitglieder des Königshauses und der Regierung zu ihren Aufgaben. Sie stellte auch die berittene Einheit der Escorte royale à cheval für zeremonielle Anlässe.

## Geschichte
Im Jahr 1795 kamen die belgischen Provinzen unter französische Herrschaft. Zu dieser Zeit wurde am 10. Juli 1796 die Gendarmerie erstmals gegründet. 
In den Niederlanden wurde die Koninklijke Marechaussee mit Erlass vom 26. Oktober 1814 von König Wilhelm I. gegründet. Obwohl sie nach dem Vorbild der französischen Gendarmerie nationale militärisch organisiert wurde, verzichtete der König auf die Bezeichnung als Gendarmerie. 1815 wurden die belgischen Provinzen Teil des Vereinigten Königreichs der Niederlande. Die Niederländer benannten die Gendarmerie in "Marechaussee" um und organisierten die Truppe neu. 
Im Jahr 1830 fand die Belgische Revolution statt. Nach der Erlangung seiner Unabhängigkeit schuf der neue belgische Staat auf der Grundlage der bereits bestehenden Marechaussee eine eigene nationale Gendarmerie. Die Gendarmen waren im ganzen Land tätig. Seit ihrer Gründung war die Gendarmerie formell Teil der belgischen Armee und hatte daher in den Weltkriegen auch eine militärische Rolle als Militärpolizei und im Rahmen der Territorialverteidigung.  
Im Jahre 1957 wurde die Gendarmerie schlussendlich eine eigenständige Behörde in Belgien, war immer noch als Teilstreitkraft dem Verteidigungsministerium unterstellt. Anfang der 1990er Jahre, nachdem einige Verbrechensserien das Image der Gendarmerie in Belgien geschädigt hatten, wurde die Gendarmerie 1992 dem Innenministerium zugeordnet und neu organisiert sowie Einheiten der "Police spéciale" der Gendarmerie zugegliedert, darunter die Bahnpolizei, die Wasserschutzpolizei und die Flughafenpolizei. 
Die Gendarmerie wurde am 1. Januar 2001 u. a. als Folge der Affäre Dutroux zusammen mit den anderen in Belgien bestehenden Polizeikräften aufgelöst und durch die Föderale Polizei und die lokalen Polizeien ersetzt wurde.

## Entwicklung der Sollstärke
Sollstärke auf Basis der entsprechenden gesetzlichen Regelungen
- 1796: 1.080 Mann in 76 Offizieren sowie 1.002 Maréchaux des logis, Brigadiers und Gendarmen
- 1830: 1.201 Mann, aufgeteilt in 45 Offiziere sowie 1.156 Kader und Gendarmen
- 1866: 2.232 Mann, aufgeteilt in 51 Offiziere sowie 2.181 Kader und Gendarmen
- 1914: 4 325 Männer, verteilt auf 85 Offiziere sowie 4 240 Kader und Gendarmen
- 1921: 6.830 Mann, aufgeteilt in 156 Offiziere sowie 6.674 Kader und Gendarmen
- 1960: 12.850 Mann in 350 Offizieren sowie 12.500 Gendarmen
- 1969: 14.050 Männer, aufgeteilt in 550 Offiziere sowie 13.500 Gendarmen
- 1975: 16.970 Männer und Frauen, verteilt auf 870 Offiziere sowie 16.100 Kader